# Cerro Azul
Cerro Azul este un oraș în Paraná (PR), Brazilia.